# 白山蒿

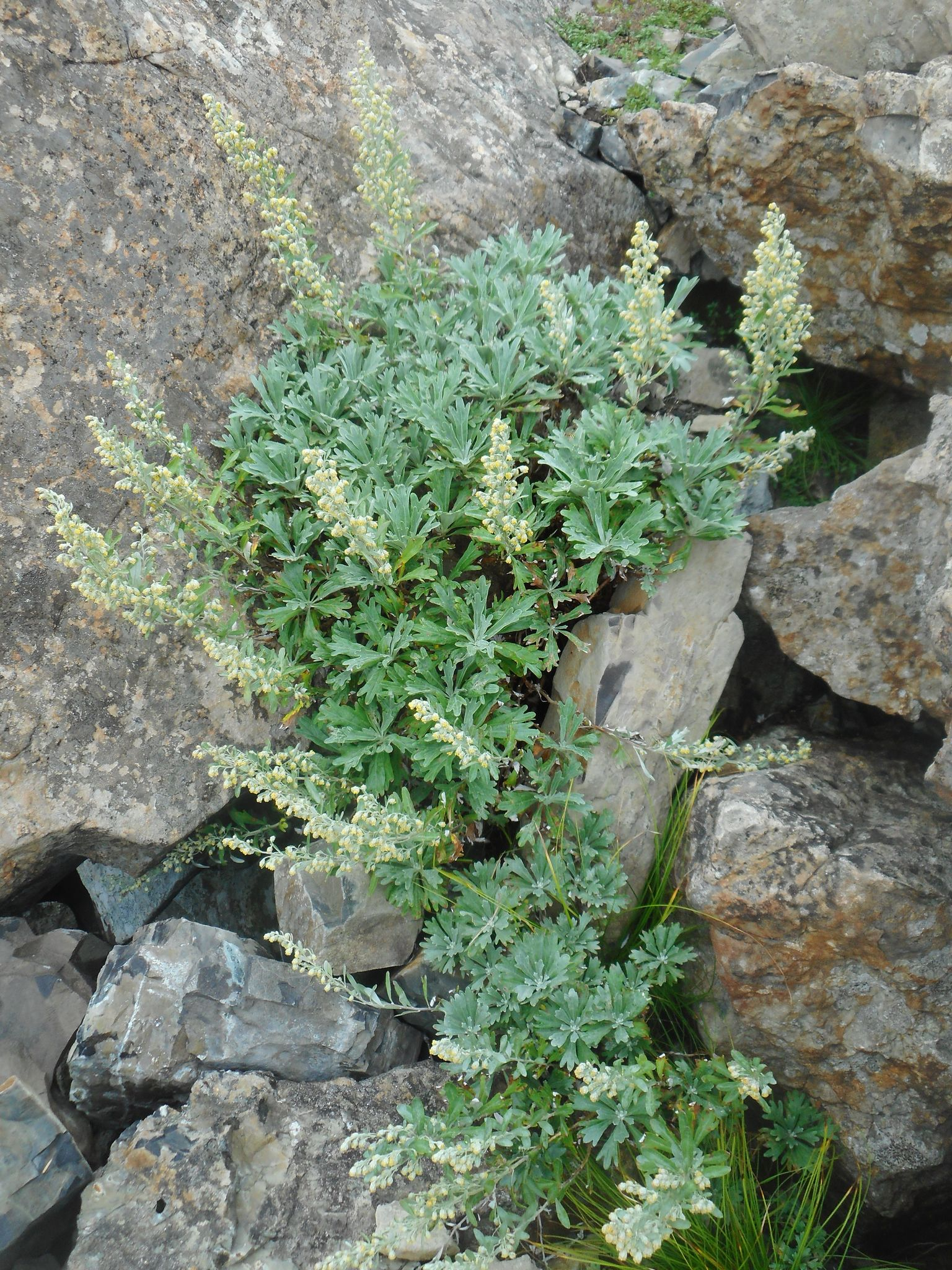

白山蒿（学名：Artemisia lagocephala）是菊科蒿属的植物。分布于俄罗斯、朝鲜以及中国大陆的黑龙江、吉林、内蒙古等地，生长于海拔1,400米至1,800米的地区，多生在路旁、山坡、林缘、砾质坡地、山脊、森林草原等地、常成丛生长以及局部地区构成植物群落的优势种，目前尚未由人工引种栽培。

## 别名
狭叶蒿（吉林），“宝古尔里-沙里尔日”（蒙语名）